# 1709 у науці

## Технологія
- В Англії Абрагам Дербі I вперше використав кокс для виплавки заліза[1][2][3].
- Йоганн Фрідріх Беттгер повідомив про перший вдалий експеримент з отримання порцеляни у Європі.
- Йоганн (Джованні) Марія Фаріна почав виробництво одеколону в Німеччині.
- Португальський чернець Бартоломеу де Гусман запропонував конструкцію літального апарата, легшого від повітря.

## Нагороди
- Сер Годфрі Коплі заповів Лондонському королівському товариству 100 фунтів стерлінгів для запровадження медалі Коплі.